# 平田理
平田 理（ひらた おさむ、1984年10月3日 - ）は、近畿地方を拠点にタレント活動をしている日本の俳優。Dプロモーション所属。
沖縄県久米島（島尻郡久米島町）出身。趣味はスポーツ観戦。特技はスポーツと沖縄料理。

## 出演

### テレビドラマ
- 連続テレビ小説（NHK）
  - 純と愛（2012年）
  - ごちそうさん（2013年）
  - マッサン（2014年）
  - あさが来た（2015年） - 紀作 役
  - ひよっこ（2017年） - 怪しい男 役
  - ちむどんどん（2022年） - 村人 役
  - 舞いあがれ!（2022年） - 相良康光 役
- BS時代劇 伝七捕物帳（2016年、NHK BSプレミアム）
- ドラマ10 コピーフェイス〜消された私〜（2016年、NHK大阪放送局） - 木下 役
- 大河ドラマ 青天を衝け（2021年、NHK） - 治郎作 役

### テレビ番組
- アリオでござる！（J:COMチャンネル） - MC

### ラジオ番組
- #アリナビ！ラジオ（FMちゃお） - パーソナリティ

### オリジナルビデオ
- 影の交渉人 ナニワ人情列伝（2009年、東映ビデオ） - 警官 役
- てっぺんとったんで!完全版（2013年、NMB48『てっぺんとったんで!』同梱DVD収録映像） - 組員 役

### 映画
- ナニワ銭道（2014年） - 月内吾郎 役
- 土竜の唄 香港狂騒曲（2016年）

### 舞台
- あやしい奴らの、ポッポ、ぽぽ。（2008年） - 岩田 役
- 箕面市文化振興事業団設立20周年記念事業・演劇 箕面山大瀧萌ゆる（2009年、箕面市立市民会館グリーンホール） - 帝の使者 役
- 裏切り者に花束を（2011年） - 主演・斉藤学 役
- 天国に一番近い病室（2012年、世界館） - 弘也 役
- 愛しのバックストリート 第26回大阪公演[3]（2012年、世界館） - 健太 役
- 同じ空を見ている（2012年[4]、世界館） - 井上 役
- 劇団銀河公演 旅立ちのご予約承ります！（2013年、世界館） - 幸治 役
- チーム河西プロデュース公演 誰かが誰かを愛してる（2014年、大丸心斎橋劇場） - 晃 役

### CM
- J:COM MOBILE

## その他の活動
- 八尾河内音頭まつり PR大使（2016年）